# Elektrotehnika
Eléktrotéhnika je področje tehnike, ki obravnava pojave povezane z električnim nabojem (oziroma elektrino). Najbolj znani pojavi so: električna sila, magnetna sila, segrevanje tokovodnika in fiziološki učinki. Električna energija je ekološko prijazna, sam prenos električne energije je hiter in poceni.

## Področja elektrotehnike
- avtomatika
- elektronika
- mehatronika
- močnostna elektrotehnika, oziroma energetika
- telekomunikacije, oziroma informacijsko-komunikacijska tehnologija (IKT)

Računalništvo je postalo samostojna veda, ki se je odcepila od elektrotehnike in matematike.

## Teorija
Teorija elektrotehnike se deli na področji:
- elektrostatika - pojavi se zaradi mirujoče elektrine,
- magnetostatika - pojavi se zaradi gibajoče se elektrine (DC)
- elektrodinamika - pojavi se zaradi izmenično gibajoče se elektrine (AC).

Pri obravnavi elektrotehnike se uporabljajo mnoga matematična orodja kot na primer: teorija polj, diferncialne enačbe, vektorji, kompleksorji, ...

## Znane elektrotehnične naprave
- Naprave, ki so značilne za avtomatiko: robot, regulator, krmilnik in druge.
- Elektronika obravnava naprave, kot so: tranzistor, dioda, ojačevalnik, integrirano vezje, mikroračunalnik, ...
- V močnostni elektrotehniki srečamo: električne motorje, električne generatorje, transformatorje, daljnovode, močnostna stikala, zbiralke, pretokovne in prenapetostne zaščite, ...
- Značilni predstavniki telekomunikacijskih naprav so: antena, optično vlakno, televizija, radio, telefon, ...
- Značilni predstavniki IKT: internet, svetovni splet, računalniško omrežje, mobilna telefonija, ...

Električne naprave lahko pripadajo več področjem hkrati. Na primer: roboti lahko vsebujejo elektromotorje in čipe.

## Pomembne elektrotehniške organizacije
- Institute of Electrical and Electronics Engineers (IEEE)
- Institute of Electrical Engineers (IEE)

Obe organizaciji sta neprofitni. Objavljata standarde in druge listine s področja elektrotehnike ter organizirata konference in delavnice.

## Sorodna področja
Nekatera področja tehnike so tesno povezana z elektrotehniko. Prvi tak primer je optoelektronika, ki povezuje svetlobo in elektriko (prenos informacije po svetlovodu) in omogoča hiter in cenen prenos signala (telefonija, internet, ...). Drugi primer je mehatronika, ki povezuje mehaniko in elekroniko (uravnavanje lege laserskega žarka v DVD predvajalniku, kjer elektronika omogoča natančno sledenje laserja zapisu kljub tresljajem medija in nepravilnostim v zapisu). Tretji primer je galvanika (kemični proces v galvanskem členu požene električni tok).

## Nekateri zgodovinski mejniki
- Že pračlovek je poznal električno strelo.
- Stari Grki so se srečali z rudninami, ki jih je privlačila »neznana sila« (magnetizem).
- Benjamin Franklin leta 1752 odkrije strelovod.
- Luigi Galvani 1792 naredi znani poskus z žabjimi kraki.
- Alessandro Volta izdela okoli leta 1800 prvi galvanski člen.
- Hans Christian Ørsted 1820 z električnim tokom odkloni magnetno iglo.
- Istega leta André-Marie Ampère odkrije električno silo, ki jo povzroči el. tok skozi vzporedna vodnika.
- James Clerk Maxwell v letih 1861 do 1864 napiše znamenite enačbe, ki jih danes imenujemo po njem.
- Ernst Werner von Siemens 1866 izdela prvi električni DC generator. To je dejansko kolektorski stroj, ki lahko dela kot generator ali motor. Kolektor pa pretvarja izmenični tok v enosmernega ali obratno. Elektrike je od takrat v izobilju.
- Thomas Alva Edison leta 1879 izdela žarnico z žarilno nitko iz ogljika, ki pa hitro pregori. Naredi prvo električno omrežje z enosmernim tokom - velikimi padci el. napetosti in velike izgube el. energije. Je zagovornik lokalne proizvodnje in porabe el. energije.
- trije madžarski inženirji leta 1881 v takratni znanstveni velesili Avstro-Ogrski izumijo prvi trasnformator, ki omogoča dvigovanje in zniževanje izmenične el. napetosti. Če na začetku daljnovoda dvignemo el. napetost (npr.: za 10 krat), se zaradi tega znižata el. tok (za 10 krat) in izgube na daljnovodu (kar za 100 krat - 10 na kvadrat).
- Maribor in Škofja Loka dobita leta 1883 kot prva v Sloveniji električno razsvetljavo trga oziroma ulice. Uporabljene so Edisonove žarnice z ogljikovimi žarilnimi nitkami, ki jih napaja enosmerni generator - ogromne izgube el. energije.
- Nikola Tesla izumi vrtljivo magnetno polje, trifazni izmenični električni tok (napetost), trifazni generator in motor, ki so v rabi še danes. Naredi prvo izmenično trifazno elektrarno (Niagara) in daljnovod (do mesta New York). S trifaznim sistemom zniža tok in s tem izgube pri prenosu (za 50 %).
- John Ambrose Fleming leta 1904 odkrije elektronko.
- William Bradford Shockley, John Bardeen in Walter Brattain leta 1947 odkrijejo tranzistor.